# 二尖齿黄耆
二尖齿黄耆（学名：Astragalus bicuspis）是豆科黄芪属的植物。分布于巴基斯坦、印度、克什米尔以及中国大陆的西藏等地，生长于海拔4,000米的地区，多生长在石砾滩地，目前尚未由人工引种栽培。